# Jean Carlu
Jean Carlu (Bonnières-sur-Seine, 3 maggio 1900 – Nogent-sur-Marne, 22 aprile 1997) è stato un pubblicitario e grafico francese.

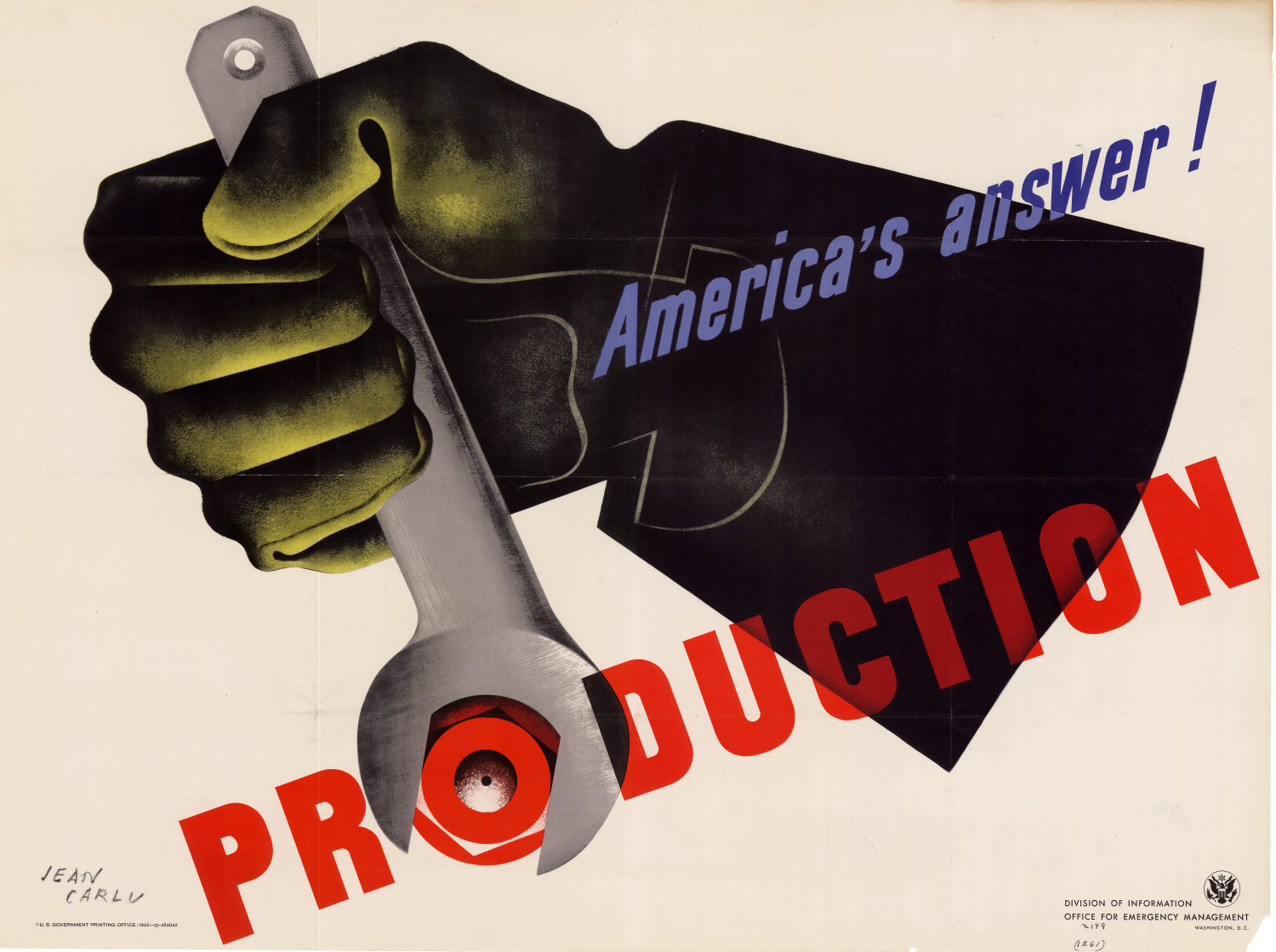
Jean Carlu. Poster di propaganda della Seconda guerra mondiale per il governo federale degli Stati Uniti (1942).

Assieme a Cassandre, Paul Colin e Charles Loupot (soprannominati "I moschettieri") è stato uno dei più importanti cartellonisti pubblicitari francesi del primo dopoguerra.
Con uno stile influenzato in generale da Cubismo, Futurismo e Purismo, e più in particolare riconducibile all'Art déco, si contraddistinse all'epoca per una grafica e un'abilità comunicativa particolarmente chiara e sintetica.
Carlu inizia la propria attività in Francia nel 1918 come illustratore e come autore di manifesti. Tra i lavori più importanti di questo periodo è possibile citare la locandina per Il Monello di Charlie Chaplin.
Nel 1930 aderisce all'Union des Artistes Modernes.
Nel 1940 viene inviato dal governo del proprio paese negli Stati Uniti d'America per allestire uno spazio all'Esposizione universale di New York. Avuta notizia dell'invasione della Francia da parte della Germania, decide di non rientrare. Rimarrà in America fino al 1953.
Tornato in patria riprende la propria attività di pubblicitario e realizza lavori per importanti committenze quali Air France, Firestone e Larousse.
È stato presidente dell'Alliance Graphique Internationale dal 1945 fino al 1956.

## Principali manifesti
- 1926 - Aquarium de Monaco
- 1931 - Exposition Union des Artistes Modernes
- 1932 - Pour le Désarmement des Nations
- 1937 - 14e Salon Arts Ménagers
- 1942 - Production
- 1952 - Shell X-100 Motor Oil
- 1956 - Larousse